# Clavigerinella
Clavigerinella es un género de foraminífero planctónico de la familia Globanomalinidae, de la superfamilia Hantkeninoidea, del suborden Globigerinina y del orden Globigerinida. Su especie tipo es Clavigerinella akersi. Su rango cronoestratigráfico abarca desde el Ypresiense inferior (Eoceno inferior) hasta el Priaboniense (Eoceno superior).

## Descripción
Clavigerinella incluía especies con conchas planiespiraladas, a veces ligeramente asimétricas pero no trocoespiraladas (pseudoplaniespiraladas), de forma digitada biumbilicada; sus cámaras eran inicialmente globulares y finalmente claviformes, alargadas radialmente con un parte bulbosa terminal; sus suturas intercamerales eran incididas; su contorno ecuatorial era fuertemente lobulado a digitado; su periferia era redondeada a subaguda, pero nunca desarrolla carena; el ombligo era moderamente amplio; su abertura principal era interiomarginal, ecuatorial, con forma de arco alto muy alargado y bordeada por un labio con amplios rebordes laterales; presentaban pared calcítica hialina, perforada con poros cilíndricos y superficie lisa o puntuada.

## Discusión
Clasificaciones posteriores han incluido Clavigerinella en la familia Hantkeninidae.

## Paleoecología
Clavigerinella incluía foraminíferos con un modo de vida planctónico, de distribución latitudinal cosmopolita, y habitantes pelágicos de aguas profundas (medio batipelágico superior, bajo la termoclina).

## Clasificación
Clavigerinella incluye a las siguientes especies:
- Clavigerinella akersi †
- Clavigerinella columbiana †
- Clavigerinella eocanica †, también considerada como Hastigerinella eocanica
- Clavigerinella jarvisi †

Otras especies consideradas en Clavigerinella son:
- Clavigerinella alicantensis †
- Clavigerinella nazcaensis †